# Anauxesida guineensis
Anauxesida guineensis là một loài bọ cánh cứng trong họ Cerambycidae.